# Il leone
Il leone (The Lion) è un film del 1962 diretto da Jack Cardiff.